# Larissa Mahn
Larissa Mahn (* 15. Mai 1994) ist eine deutsche Fußballspielerin.

## Karriere
Mahn begann ihre Karriere im Alter von vier Jahren bei den Bambini der DJK Baar. 2008 wechselte sie in die D-Jugend des SC 07 Bad Neuenahr. Am 28. August 2012 absolvierte sie ihr erstes Spiel für die zweite Mannschaft Bad Neuenahrs in der 2. Bundesliga. Ihr Erstligadebüt gab Mahn am 13. November desselben Jahres bei einem Spiel gegen 1. FC Lokomotive Leipzig.
Nach der Insolvenz des SC07 Bad Neuenahr und der Aufhebung des Vertrages aufgrund einer schweren Knieverletzung wechselte Mahn zur MSG Mayen, in der sie eine neue Karriere als B-Jugend-Trainerin startet.